# Kisteleki szőlők megállóhely
Kisteleki szőlők megállóhely egy Csongrád-Csanád vármegyei vasúti megállóhely Kistelek településen, a MÁV üzemeltetésében. A város központjától északra, külterületek közt helyezkedik el, közúti elérését csak alsóbbrendű önkormányzati utak biztosítják.

## Vasútvonalak
A megállóhelyet az alábbi vasútvonalak érintik:
- Cegléd–Szeged-vasútvonal

## Kapcsolódó állomások
A megállóhelyhez az alábbi állomások vannak a legközelebb:
- Csengele vasútállomás (Cegléd–Szeged-vasútvonal)
- Kistelek vasútállomás (Cegléd–Szeged-vasútvonal)

## Forgalom
| Járat        | Útvonal | Gyakoriság   |
| ------------ | --- | ------------ |
| személyvonat | Kiskunfélegyháza – Selymes – Petőfiszállás – Petőfiszállási tanyák – Csengele – Kisteleki szőlők – Kistelek – Kapitányság – Balástya – Őszeszék – Vilmaszállás – Szatymaz – Jánosszállás – Kiskundorozsma – Szeged | Napi 4-5 pár |